# Centrale hydroélectrique de Vatnsfell
La centrale hydroélectrique de Vatnsfell est une centrale hydroélectrique située dans les Hautes Terres d'Islande, près de la piste de Sprengisandur, dans le sud de l'Islande. Elle est exploitée par Landsvirkjun. Elle fut construite entre 1999 et 2001. Elle est utilisée principalement en hiver, pour faire face aux pics de consommation électrique. La centrale est gérée par le personnel de la centrale hydroélectrique de Hrauneyjafoss.

## Caractéristiques
La centrale utilise la différence d'altitude entre le lac Þórisvatn (577 m) et Krókslón (498 m), le réservoir de la centrale hydroélectrique de Sigalda. Le barrage, de 730 m de long et 30 m de haut, est situé sur le canal de dérivation entre ces deux réservoirs et créé ainsi un petit réservoir secondaire. L'eau est ensuite acheminée vers la centrale, où elle actionne deux turbines Francis de 45 MW chacune. La hauteur de chute est de 67 m.